# Seanna Chnoc
Seanna Chnoc (schottisch-gälisch für „alter Hügel“) ist eine schottische Insel der Äußeren Hebriden. Sie liegt in der gleichnamigen Council Area und war historisch Teil der traditionellen Grafschaft Ross-shire beziehungsweise der Verwaltungsgrafschaft Ross and Cromarty.
Als einziges Bauwerk auf der unbewohnten Insel ist ein Cairn verzeichnet, der jedoch aus moderner Zeit stammt und daher keinerlei historische Bedeutung besitzt.

## Geographie
Seanna Chnoc ist die äußerste der zahlreichen Inseln in der Bucht Loch Roag vor der Insel Lewis. Sie liegt etwa 600 Meter nördlich von Bearsay und drei Kilometer nordwestlich von Little Bernera.
Die schroff aus dem Wasser steigende Felseninsel weist eine maximale Länge von 580 Metern bei einer Breite von 300 Metern auf. Ihre höchste Erhebung ragt 94 Meter über den Meeresspiegel auf.